# Virginia Blanco Tardío
Virginia Blanco Tardío (18 tháng 4 năm 1916 - 23 tháng 7 năm 1990) là một tín hữu người Bolivia của Giáo hội Công giáo Rôma đến từ Cochabamba và phục vụ trong vai trò của một thành viên của phong trào Công giáo Tiến hành. Bà là một nhà giáo lý và giáo dục nổi tiếng với việc mở một loạt các địa điểm khác nhau để phục vụ cho nhu cầu của người nghèo. Blanco cũng được trao giải thưởng Pro Ecclesia et Pontifice vào năm 1975 sau khi Giáo hoàng Phaolô VI công nhận công trạng của bà với phong trào Công giáo Tiến hành.
Án phong chân phước của Blanco đã bắt đầu khởi sự trong thời kỳ lãnh đạo của Giáo hoàng Gioan Phaolô II. Từ ngày 23 tháng 10 năm 2000 bà được biết đến với danh hiệu Tôi tớ Chúa. Bà được tuyên bố là Đấng đáng kính vào năm 2015 sau khi Giáo hoàng Phanxicô công nhận đời sống đức hạnh anh hùng của bà.

## Đời sống
Virginia Blanco Tardío sinh ngày 18 tháng 4 năm 1916 tại Cochabamba là con gái thứ hai trong số bốn con gái của Luis Pio Blanco Unzueta (qua đời năm 1934) và Daria Tardío Quiroga; cha mẹ cô kết hôn vào năm 1906. Các anh chị em của cô là: Maria Luisa Blanco Tardío, Alicia Blanco Tardío và Maria Teresa Sarabia.
Blanco từng nghĩ về việc trở thành một nữ tu nhưng quyết định dừng việc thực hiện ước mơ này vì lý do sức khỏe. Suy nghĩ này xảy ra vào khoảng thời gian cái chết của cha bà khi bà chỉ mới 18 tuổi.
Bà đã nhận bằng trung học của mình về Cổ văn học tại trường Cao đẳng của Các nữ tu của Thánh Tâm Chúa Giêsu mà bà có liên quan với tư cách là một thành viên của Giáo đoàn Alumnae Marian. Blanco hiếu học và được biết đến với nền tảng hiểu biết văn hóa rộng lớn - bà sở hữu kiến thức uyên bác về kinh thánh và thần học và tiếp tục trở thành một giáo viên có uy tín, đồng thời cũng đảm nhiệm vai trò của một giáo lý viên. Bà dạy bảo trẻ em của công nhân thuộc nông trại. Bà được công nhận chức danh Giáo sư Tôn giáo ở tuổi 32 và dạy tôn giáo ở một số trường công lập trong tổng cộng bốn thập kỷ trong khi trong một thập kỷ làm việc với vai trò tình nguyện viên không công.
Năm 1932, bà tham gia phong trào Công giáo Tiến hành. Blanco phục vụ với tư cách là Chủ tịch Phân ban Phụ nữ trẻ tuổi của phong trào này từ năm 1941 đến năm 1961 khi bà được bổ nhiệm làm Chủ tịch Hội Phụ Nữ của Giáo phận cho đến khi qua đời. Blanco thành lập một "Nhà bếp kinh tế" vào năm 1954 cho người nghèo và cũng thành lập "Nhóm cầu nguyện và tình bạn" vào năm 1962 - tư vấn viên của nhóm là linh mục dòng Tên Julián Sayos. Ngoài ra, bà cũng cho thành lập một trung tâm cung cấp dịch vụ y tế cho những người không có khả năng chăm sóc sức khỏe. Ngoài ra, bà cũng hỗ trợ trẻ em trong việc chuẩn bị đón nhận việc cử hành các bí tích và nhiều hơn một lần cử hành nghi thức rửa tội cho các đứa trẻ có nguy cơ tử vong.
Blanco gặp Giáo hoàng Piô XII vào năm 1950 tại Roma, người đã gọi bà là "Tông đồ Công giáo Tiến hành" và khuyến khích công việc của bà.
Bà đã nhận được giải thưởng Pro Ecclesia et Pontifice vào tháng 12 năm 1965 sau khi Giáo hoàng Phaolô VI nhận thấy những đóng góp quan trọng của bà đối với việc truyền giảng và công việc của bà với phong trào Công giáo Tiến hành. Vào ngày 8 tháng 12 năm 1977, bà thành lập "Comedores Sociales" - hiện là một phần của "Policlinico Rosario" - mở ra để phục vụ nhu cầu của người nghèo; sau cái chết của bà, chị gái bà, bà Teresa Sarabia, tiếp tục công việc này. Bà đã nhận Thánh Thể từ Giáo hoàng Gioan Phaolô II tại một Thánh lễ trong chuyến viếng thăm của ông đến Bolivia vào ngày 11 tháng 5 năm 1988.
Thị lực của Blanco suy giảm rồi mất đi hoàn toàn vào cuối những năm 1980 và bà qua đời vì bị ngừng tim vào đêm ngày 23 tháng 7 năm 1990; bà đã thực hiện việc xưng tội lần cuối và nhận Thánh thể cuối cùng vào ngày 22 tháng 7.